# Diastylis laevis
Diastylis laevis är en kräftdjursart som beskrevs av Norman 1869. Diastylis laevis ingår i släktet Diastylis och familjen Diastylidae. Arten är reproducerande i Sverige. Inga underarter finns listade i Catalogue of Life.

## Bildgalleri

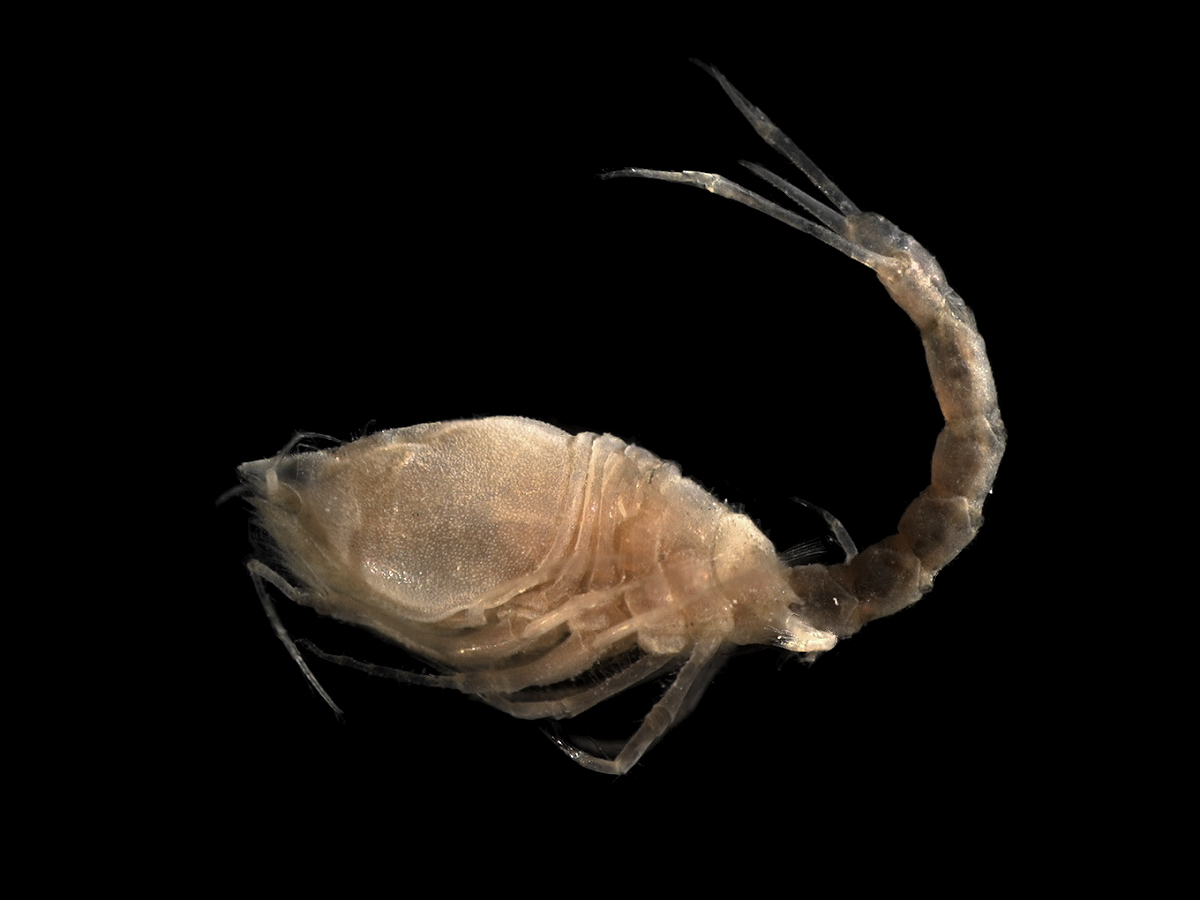